# Gran Premio degli Stati Uniti d'America 1974
Il Gran Premio degli Stati Uniti d'America 1974 è stata la quindicesima, e ultima, prova della stagione 1974 del Campionato mondiale di Formula 1. Si è corsa domenica 6 ottobre sul Circuito di Watkins Glen. La gara è stata vinta dall'argentino Carlos Reutemann su Brabham-Ford Cosworth; per il vincitore si trattò del terzo successo nel mondiale. Ha preceduto sul traguardo il brasiliano Carlos Pace, anch'egli su Brabham-Ford Cosworth, e il britannico James Hunt, su Hesketh-Ford Cosworth.
Grazie ai risultati del gran premio il brasiliano Emerson Fittipaldi conquistò, per la seconda, e ultima volta, il campionato mondiale per i piloti, mentre la McLaren ottenne, per la prima volta, la Coppa Costruttori.
Il gran premio venne funestato dall'incidente mortale del pilota austriaco Helmuth Koinigg. Il gran premio fu il duecentocinquantesimo valido quale prova del Campionato mondiale di Formula 1. Esso fu anche l'ultima gara iridata a cui partecipò Denny Hulme, campione del mondo nel 1967.

## Vigilia

### Sviluppi futuri
La Scuderia Ferrari confermò la coppia dei piloti Niki Lauda-Clay Regazzoni anche per la stagione 1975.

### Analisi per il campionato piloti
Per la prima volta nella storia del Campionato mondiale di Formula 1 due piloti, Emerson Fittipaldi e Clay Regazzoni, si trovarono appaiati in classifica, giunti alla gara finale. C'era anche un terzo pilota in corsa per il titolo, Jody Scheckter, staccato di 7 punti dal duo di testa. Il sudafricano avrebbe vinto il campionato in caso di vittoria della gara, con Fittipaldi che non avrebbe dovuto fare più di un punto, e Regazzoni che non avrebbe dovuto fare più di due punti.
Tra Regazzoni e Fittipaldi, invece, chi fosse giunto prima dell'avversario, e nella zona dei punti, sarebbe diventato campione del mondo. Se entrambi non avessero colto punti, escludendo le ipotesi legate alla vittoria di Scheckter, avrebbe vinto il titolo Fittipaldi, che aveva vinto, in stagione, tre gran premi contro il solo gran premio vinto da Regazzoni.

### Analisi per la coppa costruttori
La McLaren guidava la graduatoria, con 5 punti di margine sulla Scuderia Ferrari. La scuderia britannica aveva 4 successi e tre secondi posti, mentre la Ferrari aveva vinto 3 gare e colto 5 secondi posti. Solo la prima vettura giunta al traguardo poteva marcare punti per il costruttore. La Ferrari avrebbe vinto il titolo se:
- avesse vinto, con la prima McLaren al massimo terza; le due scuderie sarebbero state appaiate a 74 punti, con stesso numero di vittorie, con la scuderia italiana che avrebbe prevalso per il maggior numero di secondi posti;
- fosse giunta seconda, con le McLaren fuori dai punti; a 71 punti pari, infatti avrebbe vinto il titolo la McLaren, per il più alto numero di vittorie.

Con qualsiasi altra combinazione di risultati il titolo sarebbe andato alla McLaren.

### Aspetti sportivi
Fu l'ultimo gran premio per il pilota neozelandese Denny Hulme, che chiuse la carriera dopo 112 gare valide per il campionato, condite dal titolo piloti del 1967, con 8 vittorie, 1 pole position, 9 giri veloci e 33 podi. Il neozelandese aveva esordito al Gran Premio di Monaco 1965 con la Brabham, prima di passare, dal 1968, alla McLaren. Hulme aveva disputato anche 26 gare non valide per il campionato, ottenendo due vittorie.
La Lotus portò una terza vettura, per Tim Schenken, che in stagione era stato impiegato in diverse occasioni dalla Trojan. Alla Surtees venne confermato Helmuth Koinigg, mentre Derek Bell venne rimpiazzato con José Dolhem, pilota impiegato nei Gran Premi di Francia e Italia. Non si ripresentò più il Team Canada F1 Racing.
Nelle prove disputate sul tracciato nella settimana precedente alla gara Clay Regazzoni fu autore di un'uscita di pista che gli procurò una forte contusione alla caviglia sinistra, ma la sua presenza per la gara non venne messa in discussione, anche se venne prevista una speciale imbottitura all'interno della calzatura.
La temperatura era alquanto bassa, tanto che al giovedì notte vi fu anche una leggera nevicata che colpì il tracciato.

## Qualifiche

### Resoconto
Mario Andretti su Parnelli fu il più veloce, nella prima giornata di prove ufficiali. L'italoamericano chiuse con 1'39"209, record ufficioso della pista; precedette di 55 centesimi Carlos Reutemann e di 75 Carlos Pace, entrambi su Brabham. I due principali contendenti per il titolo, Clay Regazzoni ed Emerson Fittipaldi, entrambi penalizzati da un problema al sistema frenante, ottennero il settimo e ottavo tempo, con Ferrari e McLaren che si concentrarono molto nella ricerca del migliore settaggio per la gara, studiando in particolare gli pneumatici.
Regazzoni, oltre a soffrire per i postumi dell'incidente della settimana precedente e limitato dal problemi ai freni, fu anche penalizzato dalla rottura del motore della sua monoposto. Jean-Pierre Beltoise fu protagonista di un brutto incidente: uscito di pista alla Toe, colpì le barriere, distrusse la sua BRM, e si fratturò un piede. Questo, ovviamente, gli impedì di completare il weekend di gara. Anche Arturo Merzario fu vittima di un incidente, causato dalla rottura del portamozzo della sua ruota posteriore sinistra. La sua vettura partì in testacoda, ma non vi furono conseguenze fisiche per il pilota.
Carlos Reutemann e James Hunt riuscirono, al sabato, a scendere sotto il muro del minuto e 39, cogliendo così la prima fila. Per l'argentino era la seconda pole position nel mondiale, dopo quella ottenuta all'esordio, nel Gran Premio d'Argentina 1972. Andretti, che aveva ottenuto il miglior tempo al venerdì, non poté difendere la posizione, per dei problemi tecnici della sua vettura.
Jody Scheckter, il migliore tra i tre contendenti al titolo, chiuse col sesto tempo, mentre Emerson Fittipaldi ottavo, precedette di 62 centesimi Regazzoni, nono. Per il ticinese fu la peggior prestazione stagionale in prova. Le Ferrari denotavano problemi al motore, tanto che Lauda, dopo pochi giri era stato anche costretto ad abbandonare la sua vettura, per il cedimento del propulsore, e utilizzare il muletto, che comunque risultò poco competitivo, nella sessione del pomeriggio; l'austriaco chiuse comunque meglio di Regazzoni, quinto. Una spiegazione per la prestazione fu data dal fatto che uno dei fusti di carburante della scuderia italiana era stato manomesso, nella notte a cavallo tra venerdì e sabato. I meccanici della Ferrari impiegarono però, quasi esclusivamente benzina proveniente da altri fusti.
La situazione, al termine delle prove, venne resa ancora più tesa da un problema tecnico del sistema di rilevamento dei tempi. Inizialmente, infatti, Lauda era stato classificato alle spalle di Fittipaldi e Regazzoni, prima che gli organizzatori riscrivessero la lista dei tempi.

### Risultati
Nella sessione di qualifica si è avuta questa situazione:
| Pos | Nº | Pilota               | Costruttore                | Tempo       | Griglia |
| --- | -- | -------------------- | -------------------------- | ----------- | ------- |
| 1   | 7  | Carlos Reutemann     | Brabham-Ford Cosworth      | 1'38"978    | 1       |
| 2   | 24 | James Hunt           | Hesketh-Ford Cosworth      | 1'38"995    | 2       |
| 3   | 55 | Mario Andretti       | Parnelli-Ford Cosworth     | 1'39"209    | 3       |
| 4   | 8  | Carlos Pace          | Brabham-Ford Cosworth      | 1'39"284    | 4       |
| 5   | 12 | Niki Lauda           | Ferrari                    | 1'39"327    | 5       |
| 6   | 3  | Jody Scheckter       | Tyrrell-Ford Cosworth      | 1'39"478    | 6       |
| 7   | 28 | John Watson          | Brabham-Ford Cosworth      | 1'39"527    | 7       |
| 8   | 5  | Emerson Fittipaldi   | McLaren-Ford Cosworth      | 1'39"538    | 8       |
| 9   | 11 | Clay Regazzoni       | Ferrari                    | 1'39"600    | 9       |
| 10  | 17 | Jean-Pierre Jarier   | Shadow-Ford Cosworth       | 1'40"317    | 10      |
| 11  | 21 | Jacques Laffite      | Iso Marlboro-Ford Cosworth | 1'40"597    | 11      |
| 12  | 15 | Chris Amon           | BRM                        | 1'40"700    | 12      |
| 13  | 4  | Patrick Depailler    | Tyrrell-Ford Cosworth      | 1'40"700    | 13      |
| 14  | 66 | Mark Donohue         | Penske-Ford Cosworth       | 1'40"834    | 14      |
| 15  | 20 | Arturo Merzario      | Iso Marlboro-Ford Cosworth | 1'40"854    | 15      |
| 16  | 2  | Jacky Ickx           | Lotus-Ford Cosworth        | 1'40"876    | 16      |
| 17  | 6  | Denny Hulme          | McLaren-Ford Cosworth      | 1'41"027    | 17      |
| 18  | 16 | Tom Pryce            | Shadow-Ford Cosworth       | 1'41"188    | 18      |
| 19  | 1  | Ronnie Peterson      | Lotus-Ford Cosworth        | 1'41"195    | 19      |
| 20  | 33 | Jochen Mass          | McLaren-Ford Cosworth      | 1'41"300    | 20      |
| 21  | 27 | Rolf Stommelen       | Lola-Ford Cosworth         | 1'41"370    | 21      |
| 22  | 22 | Mike Wilds           | Ensign-Ford Cosworth       | 1'41"500    | 22      |
| 23  | 19 | Helmuth Koinigg      | Surtees-Ford Cosworth      | 1'41"763    | 23      |
| 24  | 26 | Graham Hill          | Lola-Ford Cosworth         | 1'41"901    | 24      |
| 25  | 10 | Vittorio Brambilla   | March-Ford Cosworth        | 1'42"031    | 25      |
| NQ  | 18 | José Dolhem          | Surtees-Ford Cosworth      | 1'42"914    | 26      |
| NQ  | 31 | Tim Schenken         | Lotus-Ford Cosworth        | 1'43"243    | 27      |
| NQ  | 9  | Hans-Joachim Stuck   | March-Ford Cosworth        | 1'43"606    | NQ      |
| NQ  | 42 | Ian Ashley           | Brabham-Ford Cosworth      | 1'43"801    | NQ      |
| NQ  | 14 | Jean-Pierre Beltoise | BRM                        | senza tempo | NQ      |

## Gara

### Resoconto
Sulla griglia di partenza vi fu un problema all'iniezione della Parnelli di Mario Andretti. I tecnici della scuderia statunitense si precipitarono sulla griglia, riparando il guasto, e permettendo così al pilota di casa di prendere il via. L'azione però era contro il regolamento, e sottopose Andretti al rischio concreto di squalifica. José Dolhem e Tim Schenken, i primi non qualificati, visti i problemi tecnici di Andretti, si presentarono comunque in griglia, pronti a sostituirlo, qualora non fosse riuscito a partire. I due presero comunque parte alla gara, anche dopo la riparazione della vettura della Parnelli. L'inizio della gara venne comunque posticipato alle 15:40.
Alla partenza scattò bene il poleman Carlos Reutemann, che conduceva davanti a James Hunt; dietro, Niki Lauda passò subito Carlos Pace e Jody Scheckter, così come l'altro ferrarista Clay Regazzoni, che prese la posizione al suo principale rivale per il titolo, Emerson Fittipaldi. Andretti rimase fermo in griglia per un problema alla pompa della benzina, ma poté partire con l'aiuto dei commissari. Già nel corso del primo giro Pace ripassò Lauda, così come Fittipaldi riprese la sesta piazza a Regazzoni.
Già nei primi giri risultò in difficoltà il pilota elvetico della Ferrari, passato prima da John Watson poi da Arturo Merzario. Al quinto giro terminò la gara, e la carriera nel mondiale, Denny Hulme, fermato da un guasto al motore; nello stesso giro venne esposta la bandiera nera per Andretti, causata dalla riparazione non autorizzata, in griglia, prima della partenza. Due giri dopo la direzione di gara squalificò anche Tim Schenken, per essere partito senza autorizzazione, mentre consentì a José Dolhem di proseguire la gara, quale prima riserva, ammesso al gran premio in seguito alla squalifica di Mario Andretti.
Nel corso del decimo giro la Surtees di Helmuth Koinigg uscì di pista alla curva Toe, forse a causa dello scoppio dello pneumatico posteriore destro (un'altra ipotesi fu quella di un cedimento della sospensione); Koinigg scalò le marce, nel tentativo di recuperare la vettura, ma l'andamento in discesa della pista, e l'alta velocità, resero vane le sue manovre. La vettura impattò contro le barriere ARMCO a velocità relativamente bassa, ma la prima lama di alluminio non cedette, decapitando il pilota austriaco, che morì all'istante. I primi soccorritori giunsi sul posto trovarono il casco del pilota a qualche decina di metri dalla vettura, a sua volta completamente distrutta. Il corpo del pilota venne coperto con un lenzuolo bianco, ma la gara proseguì regolarmente.
Al dodicesimo giro Merzario passò Watson, che si riprese la posizione il giro successivo. Nello stesso giro Regazzoni retrocedette di un'ulteriore posizione, passato da Jochen Mass. Al giro 15 Clay Regazzoni, passato anche da Ronnie Peterson, decise di cambiare gli pneumatici, scivolando così lontanissimo dalla zona dei punti. Il problema era dovuto ai giunti in gomma delle sospensioni che, disfandosi, penalizzavano le gomme.
In testa Carlos Reutemann guidava con un margine di 5 secondi su James Hunt e di 10 su Carlos Pace, minacciato da Niki Lauda, che stava cercando di recuperare posizioni, per cercare di favorire in qualche modo Regazzoni. Scheckter era quinto, mentre Fittipaldi restava sesto, anche se, con Regazzoni lontano dai punti, al brasiliano sarebbe bastato, per il titolo, che Scheckter non vincesse il gran premio.
Attorno al ventiduesimo giro anche la Ferrari di Lauda iniziò a sperimentare dei problemi tecnici, agli ammortizzatori. L'austriaco venne passato da Jody Scheckter al ventiquattresimo giro, stesso giro in cui Merzario ripassò ancora Watson. Nel giro successivo Lauda dovette cedere sia a Fittipaldi che allo stesso Merzario. L'altra Ferrari di Regazzoni soffriva per dei problemi alla barra antirollio, che costrinsero a una seconda sosta il ticinese.
Al ventisettesimo giro, dopo aver avuto notizia della morte di Koinigg, la Surtees decise di ritirare la vettura superstite di Dolhem. A metà gara Reutemann controllava la gara, con 6 secondi su Hunt e 20 su Pace. Seguivano poi Scheckter, Fittipaldi e Merzario. Regazzoni, il terzo candidato al titolo, era ormai diciassettesimo, a due giri dal primo. 
Nei giri successivi continuò il calvario per Niki Lauda, che perse diverse posizioni, fino al giro 39, quando decise di riguadagnare i box e ritirarsi, anche perché sconvolto dalla notizia della morte del suo amico Koinigg. Anche James Hunt, secondo, era penalizzato da delle noie della sua Hesketh, al motore e freni. Al giro 44 terminò la gara anche per Arturo Merzario: sulla sua Iso Marlboro si azionò l'estintore presente sulla sua monoposto. Due giri dopo avvenne il colpo di scena che di fatto chiuse la lotta per il titolo: si ruppe una condotta dell'olio della Tyrrell di Jody Scheckter, che fu costretto così al ritiro. Ciò spalancò a Fittipaldi la corsa per il secondo titolo, eliminato Scheckter e con Regazzoni lontano dalla zona punti. Tra l'altro l'elvetico fu costretto ancora ai box per un cambio delle gomme.
Al cinquantacinquesimo passaggio Carlos Pace passò Hunt, ormai limitato nella performance della sua vettura. 
Carlos Reutemann ottenne la sua terza vittoria iridata, precedendo Pace e Hunt. Per la Brabham fu la sesta doppietta, la prima dal Gran Premio del Canada 1969. Emerson Fittipaldi giunse quarto, conquistando il suo secondo titolo iridato. Per La McLaren, invece, ottenne il suo primo titolo sia piloti e anche trai i costruttori.
Per rivedere due piloti in lotta per il titolo a pari punti all'ultima gara bisognerà aspettare 47 anni, fino al Gran Premio di Abu Dhabi 2021, con i contendenti al mondiale piloti che per la stagione 2021 saranno il pilota inglese della Mercedes Lewis Hamilton e il pilota olandese della Red Bull Max Verstappen.

### Risultati
I risultati del gran premio sono i seguenti:
| Pos | No | Pilota               | Costruttore                | Giri | Tempo/Ritiro      | Pos. Griglia | Punti |
| --- | -- | -------------------- | -------------------------- | ---- | ----------------- | ------------ | ----- |
| 1   | 7  | Carlos Reutemann     | Brabham-Ford               | 59   | 1h40'21"439       | 1            | 9     |
| 2   | 8  | Carlos Pace          | Brabham-Ford Cosworth      | 59   | + 10"735          | 4            | 6     |
| 3   | 24 | James Hunt           | Hesketh-Ford Cosworth      | 59   | + 1'10"384        | 2            | 4     |
| 4   | 5  | Emerson Fittipaldi   | McLaren-Ford Cosworth      | 59   | + 1'17"753        | 8            | 3     |
| 5   | 28 | John Watson          | Brabham-Ford Cosworth      | 59   | + 1'25"804        | 7            | 2     |
| 6   | 4  | Patrick Depailler    | Tyrrell-Ford Cosworth      | 59   | + 1'27"506        | 13           | 1     |
| 7   | 33 | Jochen Mass          | McLaren-Ford Cosworth      | 59   | + 1'30"012        | 20           |       |
| 8   | 26 | Graham Hill          | Lola-Ford Cosworth         | 58   | + 1 giro          | 24           |       |
| 9   | 15 | Chris Amon           | BRM                        | 57   | + 2 giri          | 12           |       |
| 10  | 17 | Jean-Pierre Jarier   | Shadow-Ford Cosworth       | 57   | + 2 giri          | 10           |       |
| 11  | 11 | Clay Regazzoni       | Ferrari                    | 55   | + 4 giri          | 9            |       |
| 12  | 27 | Rolf Stommelen       | Lola-Ford Cosworth         | 54   | + 5 giri          | 21           |       |
| Rit | 1  | Ronnie Peterson      | Lotus-Ford Cosworth        | 52   | Alimentazione     | 19           |       |
| NC  | 22 | Mike Wilds           | Ensign-Ford Cosworth       | 50   | Non classificato  | 22           |       |
| NC  | 16 | Tom Pryce            | Shadow-Ford Cosworth       | 47   | Non classificato  | 18           |       |
| Rit | 3  | Jody Scheckter       | Tyrrell-Ford Cosworth      | 44   | Alimentazione     | 6            |       |
| Rit | 20 | Arturo Merzario      | Iso Marlboro-Ford Cosworth | 43   | Probl. Elettrici  | 15           |       |
| Rit | 12 | Niki Lauda           | Ferrari                    | 38   | Sospensione       | 5            |       |
| Rit | 21 | Jacques Laffite      | Iso Marlboro-Ford Cosworth | 31   | Motore            | 11           |       |
| Rit | 66 | Mark Donohue         | Penske-Ford Cosworth       | 27   | Sospensione       | 14           |       |
| Rit | 18 | José Dolhem          | Surtees-Ford Cosworth      | 25   | Ritiro per lutto  | 26           |       |
| Rit | 10 | Vittorio Brambilla   | March-Ford Cosworth        | 21   | Alimentazione     | 25           |       |
| Rit | 19 | Helmuth Koinigg      | Surtees-Ford Cosworth      | 9    | Incidente mortale | 23           |       |
| Rit | 2  | Jacky Ickx           | Lotus-Ford Cosworth        | 7    | Sospensione       | 16           |       |
| SQ  | 31 | Tim Schenken         | Lotus-Ford Cosworth        | 6    | Squalificato      | 27           |       |
| SQ  | 55 | Mario Andretti       | Parnelli-Ford Cosworth     | 4    | Squalificato      | 3            |       |
| Rit | 6  | Denny Hulme          | McLaren-Ford Cosworth      | 4    | Motore            | 17           |       |
| NQ  | 9  | Hans-Joachim Stuck   | March-Ford Cosworth        |      |                   |              |       |
| NQ  | 42 | Ian Ashley           | Brabham-Ford Cosworth      |      |                   |              |       |
| INF | 14 | Jean-Pierre Beltoise | BRM                        |      | Infortunato       |              |       |

## Statistiche
Piloti
- 2º e ultimo titolo mondiale per Emerson Fittipaldi
- 3° vittoria per Carlos Reutemann
- Ultimo Gran Premio per Denny Hulme, Jean-Pierre Beltoise, Tim Schenken, José Dolhem e Helmuth Koinigg

Costruttori
- 1º titolo mondiale per la McLaren
- 16ª vittoria per la Brabham
- 20º giro più veloce per la Brabham
- Ultimo Gran Premio per la Iso Marlboro

Motori
- 78ª vittoria per il motore Ford Cosworth
- 70º giro più veloce per il motore Ford Cosworth

Giri al comando
- Carlos Reutemann (1-59)

## Classifiche

### Piloti
| Pos. | Pilota               | Punti |
| ---- | -------------------- | ----- |
| 1    | Emerson Fittipaldi   | 55    |
| 2    | Clay Regazzoni       | 52    |
| 3    | Jody Scheckter       | 45    |
| 4    | Niki Lauda           | 38    |
| 5    | Ronnie Peterson      | 35    |
| 6    | Carlos Reutemann     | 32    |
| 7    | Denny Hulme          | 20    |
| 8    | James Hunt           | 15    |
| 9    | Patrick Depailler    | 14    |
| 10   | Jacky Ickx           | 12    |
| 11   | Mike Hailwood        | 12    |
| 12   | Carlos Pace          | 11    |
| 13   | Jean-Pierre Beltoise | 10    |
| 14   | Jean-Pierre Jarier   | 6     |
| 15   | John Watson          | 6     |
| 16   | Hans-Joachim Stuck   | 5     |
| 17   | Arturo Merzario      | 4     |
| 18   | Graham Hill          | 1     |
| 19   | Tom Pryce            | 1     |
| 20   | Vittorio Brambilla   | 1     |

### Costruttori
| Pos. | Team                       | Punti |
| ---- | -------------------------- | ----- |
| 1    | McLaren-Ford Cosworth      | 73    |
| 2    | Ferrari                    | 65    |
| 3    | Tyrrell-Ford Cosworth      | 52    |
| 4    | Lotus-Ford Cosworth        | 42    |
| 5    | Brabham-Ford Cosworth      | 35    |
| 6    | Hesketh-Ford Cosworth      | 15    |
| 7    | BRM                        | 10    |
| 8    | Shadow-Ford Cosworth       | 7     |
| 9    | March-Ford Cosworth        | 6     |
| 10   | Iso Marlboro-Ford Cosworth | 4     |
| 11   | Surtees-Ford Cosworth      | 3     |
| 12   | Lola-Ford Cosworth         | 1     |